# Lagoa do Carro
Lagoa do Carro é um município brasileiro do estado de Pernambuco.

## História
- A Câmara de Nazaré em sessão de 18 de julho de 1834 indica os pontos onde deve haver junta de paz, nominando, entre outros, o distrito de Lagoa do Carro.
- Lei Estadual 1931, de 11 de setembro de 1928, institui o município de Floresta dos Leões, desmembrado dos municípios de Nazaré e de Paudalho, constituído pelos distritos de Carpina e Lagoa do Carro.
- Lei Estadual 4949, de 20 de dezembro de 1963, cria o município de Lagoa do Carro, desmembrado do de Carpina. No entanto, essa criação não se efetivou.
- Lei Estadual 10619, de 1 de outubro de 1991 cria, mais uma vez, o município de Lagoa do Carro.[5]

## Etimologia
De acordo com a população, o nome da cidade teria origem na história de que um carro de bois teria caído em suas águas, dando nome ao vilarejo que, mais tarde, virou município.

## Geografia
Localiza-se a uma latitude 07º50'41" sul e a uma longitude 35º19'11" oeste, estando a uma altitude de 128 metros. Sua população estimada em 2007 era de 14.138 habitantes.

## Hidrografia
A cidade fica localizada na Zona da Mata Norte de Pernambuco, entre os rios Tracunhaém e Capibaribe.

## Turismo
Lagoa do Carro é procurada pelos tapetes ali produzidos, desde antes de ser município, o que lhe empresta o nome de Terra do tapete.

## Religião
A padroeira da cidade é Nossa Senhora da Soledade, homenageada pelos moradores no dia 2 de fevereiro.